# Лавров, Борис Валентинович
Бори́с Валенти́нович Лавро́в (15 июня 1950, Ташкент, Узбекская ССР, СССР) — российский и узбекистанский футбольный тренер.

## Карьера
В качестве игрока выступал в первенстве Узбекской ССР. Став тренером, работал сначала в коллективах физкультуры. В 1994 году приехал в российский город Новотроицк, где и начал свою профессиональную тренерскую карьеру в России. В 1998 году привёл туркменский «Копетдаг» к победе в национальном чемпионате. Затем вернулся в Россию, где работал со многими командами Второго дивизиона.

## Достижения

### Тренера
- Чемпион Туркменистана: 1997/1998
- Победитель второго дивизиона России: 1999 («Урал»), 2000 («Восток»)
- Серебряный призёр второго дивизиона России: 2007 («Восток»)